# Zelda's Adventure
Zelda's Adventure es una videojuego acción-aventura y fantasía desarrollado por Viridis Corporation y lanzado para el reproductor multimedia interactivo y videoconsola Philips CD-i basada en franquicia The Legend of Zelda lanzado en 1994 en Estados Unidos y en 1995 en Europa. Ambientado en la tierra de Tolemac ("Camelot" escrito al revés), el juego sigue una historia no tradicional en la que Link ha sido capturado por el malvado Ganon y la princesa Zelda debe conseguir los "Siete signos celestiales" en orden para rescatarlo. 
Lanzado casi 8 meses después de los dos primeros juegos de Zelda CD-i, Faces of Evil y Wand of Gamelon, Zelda's Adventure utiliza un motor de juego diferente. Mientras que los dos primeros juegos de CD-i se inspiraron en Zelda II: The Adventure of Link de desplazamiento lateral, Zelda's Adventure tomó la vista de pájaro de los juegos The Legend of Zelda, A Link to the Past y Link's Awakening. Zelda's Adventure es el único juego de Legend of Zelda que presenta escenas de acción en vivo y voces en off. El mismo actor de voz Hal Smith prestó su voz para uno de los personajes. La recepción del juego fue pobre, y mientras que algunos críticos dieron reseñas más matizadas de los dos primeros juegos, las críticas de Zelda's Adventure son unánimemente negativas. 

## Gameplay
Los dos juegos anteriores de Zelda para CD-i, que toman la vista de desplazamiento lateral visto en Zelda II, Zelda's Adventure se juega con la vista aérea que se encuentra en The Legend of Zelda. Jugando como la Princesa Zelda, el objetivo es luchar a través de los Siete Santuarios del Inframundo para recolectar los signos celestiales y llevar la tierra de Tolemac a una Era de la Luminosidad.
A diferencia de los otros dos juegos, Zelda's Adventure fue creado por Viridis, una empresa completamente diferente, con un cambio de estilo y jugabilidad. El diseño de niveles es muy parecido al original The Legend of Zelda y The Legend of Zelda: A Link to the Past, con un supramundo que permite el acceso a mazmorras individuales. Las secuencias de FMV que presentan la trama son de acción en vivo en lugar de animadas.

## Trama
El "señor de la oscuridad" Ganon ha secuestrado a Link y robado los siete signos celestiales, creando una "Era de las Tinieblas" en el reino de Tolemac. La princesa Zelda es reclutada por el astrólogo de la corte Gaspra (interpretado por Mark Andrade) para recolectar las señales para derrotar a Ganon y salvar a Link.
Guiada por las palabras Shurmak, Zelda primero debe viajar a través del bosque hasta el Santuario de la Roca, donde se encuentra con Llort, un codicioso esbirro de Ganon que protege el primer signo celestial. Gaspra aparece para felicitar a Zelda y dirigirla al Santuario de la Ilusión donde se enfrenta a Pasquinade para ganar el segundo signo celestial. Guiada por los habitantes de Tolemac, Zelda se dirige a las montañas para conquistar los Santuarios del Aire y Destiny antes de cruzar el gran mar del sur para desafiar a Agwanda en el Santuario del Agua por la quinta señal. Gaspra dirige a Zelda una vez más al Santuario del Poder en el sureste donde se pone a prueba su fuerza, antes de viajar al Santuario del Fuego donde se enfrentará a Warbane. Cuando Zelda se acerca para recoger la señal celestial final, la garra de Ganon la detiene y ella es arrastrada a su guarida para la batalla final. En las escenas finales del juego, la paz regresa a Tolemac. Se revela que Link de la mano de Zelda a salvo, donde una vez estuvo la entrada a la guarida de Ganon, la tierra ahora prospera con un nuevo crecimiento.

## Desarrollo
En 1989, Nintendo firmó un acuerdo con Sony para comenzar el desarrollo de un sistema basado en CD-ROM conocido como "Nintendo PlayStation" o el SNES-CD para ser un complemento del Super Nintendo Entertainment System que permitiría reproducir videos de movimiento completo y más juegos. Sin embargo, Nintendo rompió el acuerdo y, en cambio, firmó con Philips para hacer el complemento, lo que hizo que Sony convirtiera su complemento en su propia consola llamada PlayStation. Al presenciar la mala recepción del Sega Mega-CD, Nintendo descartó la idea de hacer un complemento por completo. Como parte de la disolución del acuerdo con Philips, Nintendo les otorgó la licencia para usar cinco de sus personajes, incluidos Link, Princess Zelda y Ganon, para juegos en la consola de Philips llamada CD-i, después de la disolución de la asociación. Al contratar estudios independientes, Philips utilizó posteriormente los personajes para crear tres juegos para el CD-i, y Nintendo no participó en su desarrollo, excepto para dar su opinión sobre el aspecto de los personajes basándose en la obra de arte de los dos títulos originales de Nintendo y el de sus respectivos manuales de instrucciones. Philips insistió en que los estudios de desarrollo utilicen todos los aspectos de las capacidades del CD-i, incluido video de movimiento completo, gráficos de alta resolución y música con calidad de CD. Debido a que el sistema no había sido diseñado como una consola de videojuegos dedicada, había varias limitaciones técnicas, como controles retrasados (especialmente para el controlador de infrarrojos estándar), y numerosos problemas de transmisión de audio, memoria, acceso al disco y gráficos.
Los fondos de Zelda's Adventure se crearon a partir de videos de paisajes cerca de Santa Monica Boulevard en el oeste de Los Ángeles, imágenes de Hawái tomadas desde un helicóptero y fotos de las vacaciones de los desarrolladores. Esta decisión fue responsable de gran parte del uso de RAM del juego, lo que hizo que los fondos se desplazaran lentamente y causara una frustración extrema a los desarrolladores del juego. Las capacidades técnicas del CD-i eran tan limitadas que el uso de uno o dos kilobytes de RAM del sistema provocó discusiones entre los desarrolladores. Las fotos de los personajes se tomaron utilizando espejos montados en el techo, que era tan bajo que impedía montar la cámara. Todos los personajes humanos del juego fueron interpretados por el personal de la oficina. Las animaciones de caminar de sprites de los personajes se realizaron haciendo que los actores caminaran en una cinta de correr motorizada. El compositor de música del juego, Mark Andrade, también interpretó el papel de Gaspra en las escenas de corte del juego, mientras que su voz fue proporcionada por Hal Smith. Zelda en la escena del juego fue interpretada por la recepcionista de la oficina Diane Burns, mientras que Annie Ward interpretó a su sprite. Las casas y los interiores construidos para las escenas de corte se construyeron como modelos a escala. El artista modelo fue Jason Bakutis, que había trabajado en Hollywood en películas como Critters 3 y Freddy's Dead: The Final Nightmare. Los desarrolladores han declarado que no se vieron influenciados por los dos primeros juegos de CD-i Zelda. Zelda's Adventure pasó dos años probando, más de lo que tomó desarrollar el juego. Se compuso mucha más música para el juego de la que se utilizó. Los desarrolladores tuvieron dificultades para asegurarse de que todas las áreas del juego tuvieran una máscara de fondo adecuada. Hubo planes en un momento para contratar a Echo & the Bunnymen para hacer la música.
Con la intención de llevar las capacidades del CD-i al límite, el desarrollo avanzó inicialmente con una meta de 600 pantallas y 160 NPCs. En esta etapa inicial, el presidente de Viridis, Lee Barnes, sugirió que el tiempo de juego podría llevar hasta 300 horas. Estas cifras de desarrollo se redujeron en el producto final que tenía solo un puñado de NPC y cuyo tiempo de juego ha sido colocado por un comentarista en solo 12 horas.
La mayor parte de la programación del juego fue realizada por una persona: Randy Casey. Randy fue responsable de programar todo el juego y todas las herramientas asociadas. Gavin James realizó la programación adicional para el sistema de inventario y el seguimiento del progreso del juego, denominado "motor FRP". Existe información contradictoria sobre el presupuesto-afirma un desarrollador del juego que "no hay presupuesto para nada" mientras que las solicitudes Bakutis (posiblemente en broma) que tenían "en el momento, el presupuesto más grande de la historia para un videojuego".
Después de una década más tarde, se creó un demake no oficial de Game Boy.

## Recepción
Zelda's Adventure fue criticada ampliamente. Los gráficos de Zelda's Adventure fueron llamados "borrosos y digitalizados". La revista Wired dijo que los gráficos eran de los peores jamás encontrados. La actuación del juego fue criticada por ser poco profesional. Otro defecto que se ha identificado es que el juego no podía producir efectos de sonido y música al mismo tiempo. Scott Sharkey de 1UP.com calificó el arte de la caja de Zelda's Adventure como uno de los 15 peores jamás hechos. Zelda's Adventure se lanzó cuando el CD-i de Philips se suspendía y se ha vuelto muy raro con el tiempo, al igual que los dos primeros juegos de Philips Zelda; Zelda's Adventure se vende regularmente por más de 100$. Zelda's Adventure junto con Zelda: The Wand of Gamelon aparecieron como candidatos en la encuesta "The Greatest Legend of Zelda Game". Perdió en la primera serie de rondas ante The Legend of Zelda: Ocarina of Time.
A pesar de dar críticas positivas para Faces of Evil y Wand of Gamelon, Danny Cowan de 1UP.com y John Szczepaniak de RetroGamer criticaron negativamente  Zelda's Adventure, que Szczepaniak describió como una demostración de diseño arbitrario e ilógico, imágenes descuidadas, música casi inexistente, una dificultad terriblemente alta y una carga y un control engorrosos. La jugabilidad de Zelda's Adventure también se ha descrito como un esfuerzo de prueba y error para adivinar qué elementos se pueden usar para derrotar a qué enemigo. Cowan calificó a Zelda's Adventure como "prácticamente injugable" debido a la velocidad de fotogramas entrecortada, los controles que no responden y los largos tiempos de carga, resumiendo su revisión con una advertencia de "evitar este juego a toda costa". En análisis de la concepción popular en línea de que Zelda's Adventure es superior a Wand of Gamelon y Faces of Evil, RetroGamer señaló que la perspectiva aérea fomenta la desinformación sobre las similitudes del juego con el Zelda original cuando, según RetroGamer, el juego en realidad no vale la pena ser jugado.
La base de datos AllGame calificó el juego con dos estrellas sobre cinco. Las reseñas de los usuarios de Game Spot calificaron el con un 3,1 sobre 10 y en Internet Movie Database con un 1,8 sobre 10. Hobby Consolas declaró la idea de Zelda's Adventure "era ambiciosa, y en su día resultaba más o menos vanguardista... pero ha envejecido incluso peor que los otros juegos, a pesar de tener un desarrollo más 'fiel' a los Zeldas originales. Es simplemente feo." No obstante, Andy Slaven en expresó que "es el único título de Zelda en CD-i que se acerca a hacerle justicia a la serie", mostrando un "alto nivel de maestría está unido a este juego" pese a que los gráficos "no son muy creativos".
El cineasta, crítico de videojuegos, y personalidad de interne James Rolfe realizó una reseña humorística del juego en la serie de internet Angry Video Game Nerd.